# Le Ployron

Le Ployron este o comună în departamentul Oise, Franța. În 1 ianuarie 2022 avea o populație de 112 de locuitori.